# Luwingu (Distrikt)

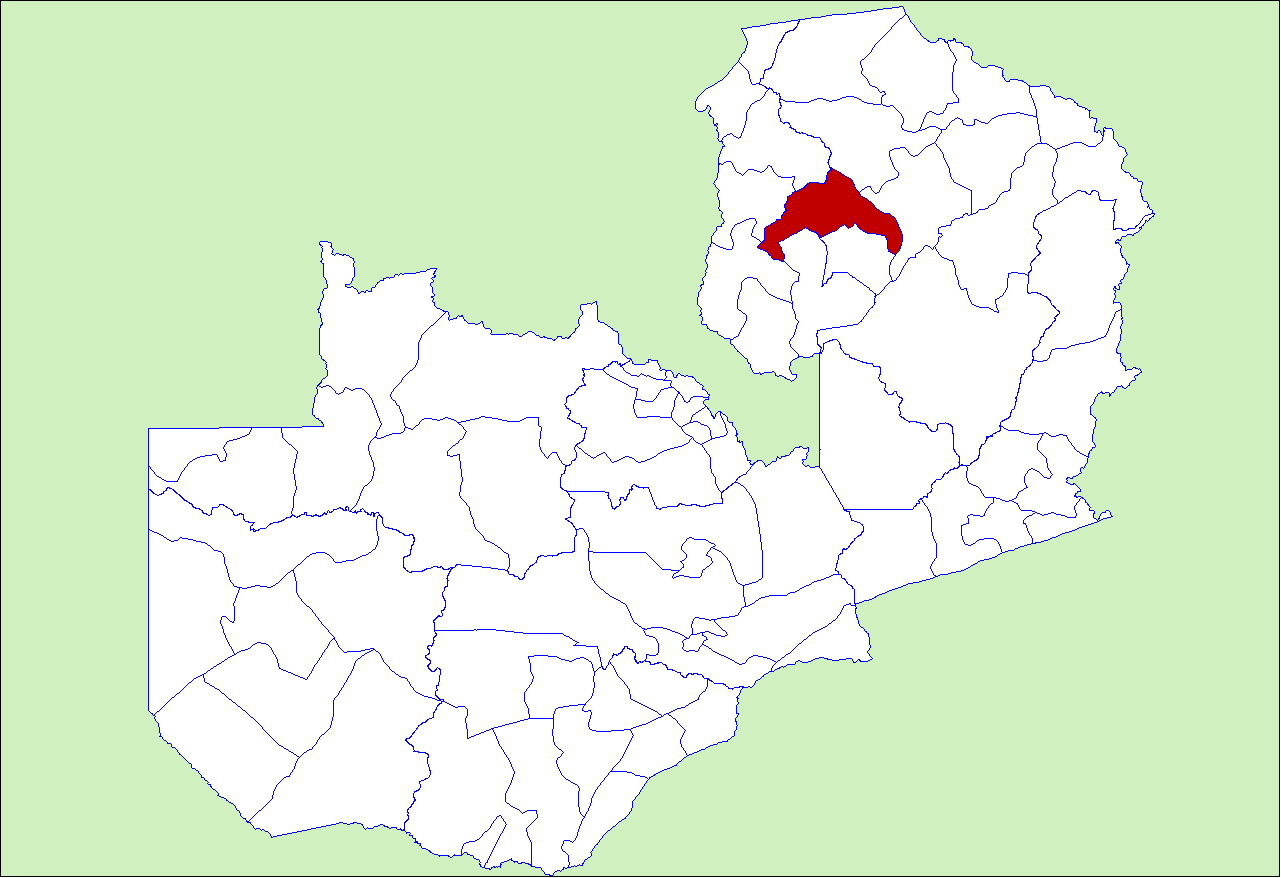
Ehemalige Ausdehnung des Distriktes bis zur Abspaltung des Distriktes Lupososhi

Luwingu ist einer von zwölf Distrikten in der Nordprovinz in Sambia. Er hat eine Fläche von 4900 km² und es leben 101.140 Menschen in ihm (2022). Die Hauptstadt ist die Stadt Luwingu. 2018 wurde von ihm der Distrikt Lupososhi abgespalten. Luwingu ist einer der ältesten Bezirke der Nordprovinz und wurde 1906 gegründet. Der Distrikt erfuhr in den letzten Jahren den stärksten Bevölkerungszuwachs aller Distrikte in der Nordprovinz. Die Bevölkerungszahl hat sich zwischen 2010 und 2022 fast verdoppelt.

## Geografie
Der Distrikt liegt etwa 170 Kilometer von Kasama, der Hauptstadt der Nordprovinz, entfernt. Er grenzt im Norden an den Distrikt Lunte, im Osten an Kasama, im Süden an Chilubi und im Westen an Lupososhi und Kawambwa.
Luwingu ist in 11 Wards aufgeteilt:
- Chifwile
- Chulungoma
- Ipusukilo
- Isangano
- Isansa
- Katopola
- Lwata
- Masonde
- Mushitu-Wamboo
- Mwelawamangu
- Namukolo

### Klima
Landschaft ist größtenteils von Plateau-Savanne geprägt und hat ein trockenes bis gemäßigtes Klima. Der Distrikt erhält ausreichend Niederschläge.

### Hydrologie
Luwingu hat Wasser aus Bächen, Flüssen, Lagunen, Dambos, Sümpfen und Seen. Erwähnenswert sind die Flüsse Lufubu, der einen großen Teil seiner Westgrenze bildet, und der Lubansenshi, der einen Teil der Ostgrenze bildet. Mutondo und Chimbwi sich für den Tourismus interessante Lagunen, etwa 80 km von Luwingu entfernt. Die meisten Flüsse entwässern in den Bangweulusee. Am Lufubu ist der einzige Wasserfall im Distrikt.

## Landwirtschaft
Der Distrikt Luwingu ist überwiegend landwirtschaftliches Gebiet, in dem 99 % der Bauern in kleinem Maßstab Bohnen, Mais, Maniok und Erdnüsse anbauen.

## Energie
Die Hauptquelle der Stromversorgung des Distrikts ist Wasserkraft durch das nationale Netz. Solarenergie ist eine weitere Energiequelle, die im Distrikt genutzt wird.